# Curauer Au
Die Curauer Au, häufig ebenfalls korrekt als Curau bezeichnet, ist ein Fluss in den Gemeinden Stockelsdorf, Ahrensbök und Ratekau im Kreis Ostholstein, Schleswig-Holstein.

## Verlauf
Sie entspringt bei Lebatz als Ortsteil von Ahrensbök im Ahrensböker Endmoränenzug östlich von Dakendorf und fließt ostwärts, passiert den Ort Curau im Norden, durchfließt das  Curauer Moor und fließt dann in östliche Richtung  und mündet bei Rohlsdorf in die Schwartau, zu deren bedeutendsten Zuflüssen sie gehört.
Ein Zufluss der Curau ist der Schwinkenrader Mühlenbach, an dem noch die Reste der Wassermühle erhalten sind. Er entspringt im Pinnerhorst, einem Waldstück zwischen Ahrensbök und Dunkelsdorf, und durchfließt den Schwinkenrader Wald und Schwinkenrade zugehörig zu Böbs.